# آرن فیک
آرن فیک (انگلیسی: Arne Feick؛ زادهٔ ۱ آوریل ۱۹۸۸) بازیکن فوتبال اهل آلمان است.
از باشگاه‌هایی که در آن بازی کرده‌است می‌توان به باشگاه فوتبال آرمینیا بیله‌فلد، باشگاه فوتبال هایدنهایم، باشگاه فوتبال انرژی کوتبوس، باشگاه فوتبال ارتسگبیرگ آئو، باشگاه فوتبال مونیخ ۱۸۶۰، و باشگاه فوتبال وی‌اف‌آر آلن اشاره کرد.
وی همچنین در تیم‌های ملی فوتبال جوانان آلمان، و جوانان آلمان، بازی کرده‌است.